# 구아바 (종)
구아바(영어: guava 구아버[*], 학명: Psidium guajava 프시디움 과야바[*])는 도금양과의 상록 소교목이다.

## 분포
아메리카에 분포한다. 북아메리카(멕시코), 카리브(과들루프, 그레나다, 네덜란드령 안틸레스, 마르티니크, 몬트세랫, 바베이도스, 바하마, 세인트루시아, 세인트빈센트 그레나딘, 세인트키츠 네비스, 앤티가 바부다, 앵귈라, 자메이카, 쿠바, 트리니다드 토바고, 푸에르토리코, 히스파니올라), 중앙아메리카(과테말라, 니카라과, 벨리즈, 엘살바도르, 온두라스, 코스타리카, 파나마), 남아메리카(가이아나, 베네수엘라, 볼리비아, 브라질, 수리남, 아르헨티나, 에콰도르, 콜롬비아, 파라과이, 페루, 프랑스령 기아나)가 원산지이다.

## 쓰임새
열매인 구아바는 식용하며, 나무껍질은 약용한다.

## 사진 갤러리

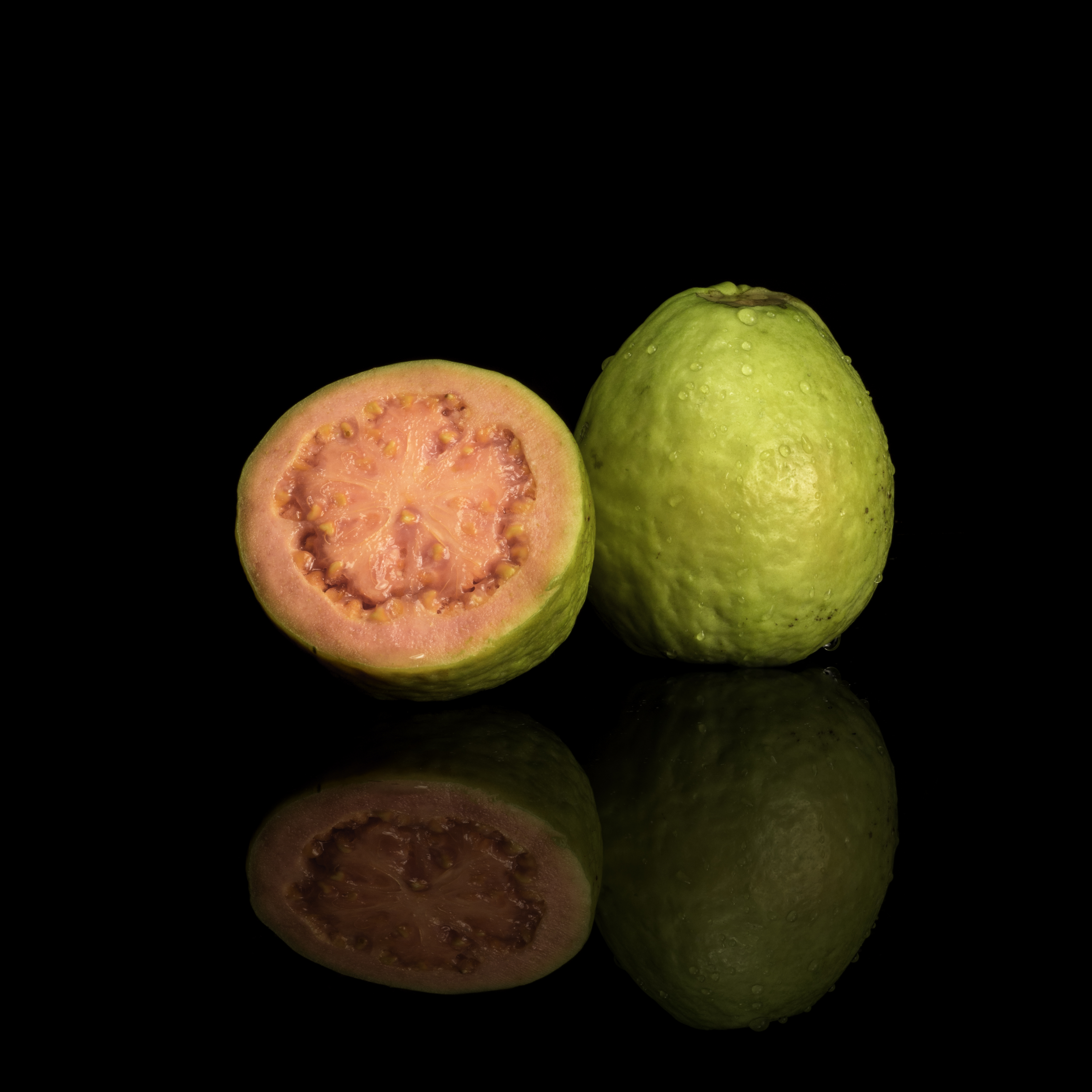
열매

## 같이 보기
- 기니아구아바
- 브라질구아바